# Kostjantyn Miljajew
Kostjantyn Serhijowitsch Miljajew (ukrainisch Костянтин Сергійович Міляєв, * 23. Oktober 1987 in Nowokusnezk, Russland) ist ein ukrainischer Wasserspringer. Er springt im 10-m-Turmspringen.
Miljajew gewann gleich bei seiner ersten internationalen Meisterschaft im Erwachsenenbereich eine Medaille, er errang bei der Europameisterschaft 2006 in Budapest Bronze vom 10-m-Turm. Zwei Jahre später erreichte er bei der Europameisterschaft im gleichen Wettbewerb Rang sechs. In Peking nahm er an den Olympischen Spielen teil. Vom 10-m-Turm schied er als 20. im Vorkampf aus. Im Jahr 2009 nahm Miljajew in Rom erstmals an einer Weltmeisterschaft teil und erreichte das Halbfinale, 2011 in Shanghai wurde er im Finale Zwölfter.